# John Linton Myres
John Linton Myres (Preston (Lancashire), 3 juillet 1869-Oxford, 6 mars 1954) est un archéologue britannique. 

## Biographie
Il fait ses études à Winchester et au New College (Oxford) et devient membre de la British School of Archaeology d'Athènes. Il voyage ainsi en Grèce et en Asie Mineure où il travaille sur la céramique cappadocienne et les idoles primitives. 
En Crète, il s'associe aux études d'Arthur Evans à Cnossos et est chargé de les publier dans les Scripta Minoa II. Envoyé à Chypre (1894), il débute les fouilles d'Amathonte et ordonne le musée de Nicosie dont on lui confie la rédaction du catalogue. Il s'adjoint alors Max Ohnefalsch-Richter et établit aussi le catalogue de la collection Cesnola au Metropolitan Museum de New-York (1914). 
Fondateur de la revue Man (1901), lecteur d'archéologie classique à Oxford (1903-1907), il devient professeur de grec et lecteur de géographie ancienne à l'Université de Liverpool (1907-1910). 
Il enseigne de nouveau à Oxford l'histoire ancienne après 1910 puis, lieutenant-commandant au Naval Intelligence Department à Athènes (1916-1919), travaille pour les renseignements en Asie Mineure. 
Président de la Royal Anthropological Society (1928-1931), secrétaire général des Congrès internationaux des sciences anthropologique et ethnologique, il préside la British School d'Athènes de 1934 à 1947. 

## Travaux
- The Cyprus Museum Catalogue, avec Max Ohnefalsch-Richter, 1899
- A History of Rome, 1902
- The Dawn of History, 1911
- A Handbook of the Cesnola Collection of Antiquities from Cyprus in the Metropolitan Museum of Arts, 1914
- Who were the Greeks, 1930
- Geographical History in Greek Lands, 1953
- Herodotus, Father of History, 1953
- Homer and his Critics, 1958